# Federazione cestistica della Nuova Caledonia
La Federazione cestistica della Nuova Caledonia è l'ente che controlla e organizza la pallacanestro nella Nuova Caledonia.
La federazione controlla inoltre la nazionale di pallacanestro della Nuova Caledonia e ha sede a Numea.
È affiliata alla FIBA dal 1974 e organizza il campionato di pallacanestro della Nuova Caledonia.